# لارس ینسن (دوچرخه‌سوار)
لارس ینسن (انگلیسی: Lars Jensen؛ زادهٔ ۳ مارس ۱۹۶۴) دوچرخه‌سوار اهل دانمارک است.